# چبیسزو
چبیسزو (به لاتین: Trzebieszów) یک سکونتگاه مسکونی در لهستان است که در Gmina Trzebieszów واقع شده‌است.

## خصوصیات
چبیسزو ۱٬۳۲۰ نفر جمعیت دارد.